# 田禋
田禋（1436年—？），字本誠，河南開封府祥符縣人，民籍，明朝政治人物。同進士出身。

## 生平
景泰四年（1453年）癸酉科河南鄉試第十名。曾官朔州學正。成化十一年（1475年）中式乙未科會試二百三十七名，殿試登進士第三甲第三十六名。

## 家族
曾祖田彬。祖父田敬。父田益。